# 도로테아 (스웨덴)
도로테아(스웨덴어: Dorotea)는 스웨덴 베스테르보텐주의 도시이다. 2005년 기준 인구는 1,751명이다.
1713년 도로테아에 사람이 처음으로 정착하였다. 첫 정착자 욘 에르손 케르바라이넨(Jon Erson Kervalainen)과 아내가 정착한 깊은 산골짜기는 현재 스바나바텐(Svanavatten)이라고 불린다. 이후 이 마을은 1700년대 후반에 41가구 규모로 성장하였고, 이후 교회가 세워졌다. 중심 지역은 베리바텐(Bergvatten)이 되었다. 1799년 5월 21일 베리바텐에서 현재의 이름으로 개명되었으며, 이는 구스타프 4세 아돌프의 왕비 프레데리카 도로테아 빌헬미나의 이름을 따서 붙여졌다.
라플란드의 남쪽 관문으로 알려져 있으며, 유럽 고속도로 E45와 인란스 선이 지나간다. 베스테르보텐 주의 빌헬미나와 오셀레, 베스테르노를란드주의 솔레프테오, 옘틀란드주의 스트룀순드와 경계를 맞대고 있다. 전체 면적은 블레킹에주의 면적과 비슷하다. 자연 보호 구역은 총 11곳 있으며, 이 중 2곳은 빌헬미나와 공유한다.

## 참조
1. 1 2  “Tätorternas landareal, folkmängd och invånare per km2 2000 och 2005” (스웨덴어). Statistics Sweden. 2011년 4월 26일에 원본 문서 (xls)에서 보존된 문서. 2009년 4월 16일에 확인함.